# Richard Doddridge Blackmore
Richard Doddridge Blackmore (Longworth, 1825. június 9. – Teddington, 1900. január 20.) angol regényíró. 

## Életútja
John Blackmore fiaként született, egy ideig ügyvédként dolgozott. 1847-ben szerezte diplomáját az Oxfordi Egyetemen. Irodalmi működését 1854-ben kezdte meg, Melanter álnév alatt jelentek meg Poems, majd Epullia művei. 1853. november 8-án Holbornban feleségül vette az akkor 26 éves Lucy Maguire-t. Regényeit gondos, művészi koncepció, kiváló elbeszélő tehetség, drámai jellemzés és igazi humor jellemzik. 

## Művei
- The bugle of the black sea (1855)
- The fate of Franklin (1860)
- Clara Vaughan (1864)
- Cradock Nowell, a tale of the New Forest (1866)
- Lorna Doone, a romance of Exmoor (1869) magyarra fordította Mudrony Pál, 4 kötet (Budapest, 1875, Athenaeum)
- Georgica (Vergiliusból, 1871)
- The maid of Sker (1872)
- Alice Lorraine (1875)
- Cripps the carrier (1876)
- Erema, of my father's sin (1877)
- Mary Anerley (1880)
- Christwell (1882)
- The remarkable history of sir Thomas Upmore M. P. (1884)
- Springhaven (1887)
- Kit and Kitty (1890)

## Magyarul
- Doone Lorna. Regény Exmoorból, 1-2.; ford. Mudrony Pál; Athenaeum, Bp., 1876